# This Boy's Life: A Memoir
This Boy's Life: A Memoir es un libro autobiográfico de Tobias Wolff sobre su infancia en el noroeste de Estados Unidos en la década de 1950, publicado en enero de 1989 por The Atlantic Monthly Press. El libro fue adaptado a una película del mismo nombre.
Las memorias tratan sobre las dos primeras décadas de la vida de Wolff, gran parte de ellas tuvieron lugar en la década de 1950, se centraron en las edades de once a dieciséis años, cuando Wolff comenzó la escuela privada. Wolff describe sus primeros años en el noroeste de los Estados Unidos, incluyendo cómo el comportamiento de su madre y la elección de sus parejas le enseñaron «la virtud de la rebelión» y cómo se adaptó «escondido» para superar sus problemas. El libro cubre los hechos de Wolff cuando era joven: «mentía, engañaba, robaba, bebía, se escapaba y falsificaba cheques».
Los críticos encontraron efectiva la descripción de la infancia y la mayoría de edad de Wolff. Para The New York Times, Joel Conarroe sugirió que el libro ofrecía una idea de «cómo las experiencias de un niño con problemas se convirtieron en material de un artista maduro». Charles Solomon, del Los Angeles Times, escribió: «Era claramente un matón incorregible cuando era joven, pero su dolor es tan abrumador que el lector anhela consolarlo en lugar de disciplinarlo». Y Kirkus Reviews encontró «rituales familiares de la niñez» descritos de una manera que el lector quizás no haya visto antes.
Los escritos de Wolff fueron elogiados por varios críticos. Publishers Weekly encontró una «habilidad y seguridad en uno mismo habituales» en la narración. Kirkus Reviews calificó las memorias de «lúcidas» y «precisas». Conarroe describió la obra como «alfabetizada y entretenida». Críticos y académicos han discutido la franqueza, el ritmo eficiente y la estructura episódica del estilo de Wolff. Solomon describió una «prosa vigorosa y sencilla» sin intentar suavizar la historia. Clifford Thompson de The Threepenny Review destacó la honestidad y perspicacia del libro, y también destacó la falta de excusas por parte del autor. Thompson utilizó el deporte del boxeo como metáfora de la escritura, sugiriendo que las oraciones «contienen la fuerza de los golpes» y elogiando la eficiencia al unir oraciones significativas. Kirkus Reviews describió cómo Wolff establece un tono oscuro al principio, lo que lleva a una serie de «episodios» oscuros. Martin Scofield describió la estructura de manera similar, destacando los «episodios similares a cuentos» que trabajaron juntos para producir el conjunto, encontrando también una sensación de inmediatez en todo momento.
Las memorias fueron adaptadas a un guion de Robert Getchell para la película de 1993 This Boy's Life, dirigida por Michael Caton-Jones. Getchell le dijo a Patrick Goldstein de Los Angeles Times que estaba «sorprendido» de cómo el libro le recordaba las emociones que había experimentado en su juventud; Goldstein informó que Caton-Jones había sentido una identificación similar con el material. El libro se ha utilizado en educación secundaria; al enseñar lectura crítica, Lori Mayo explicó en The English Journal cómo utilizó una escena en la que Wolff describió la muerte del salmón después de desovar río arriba como un ejemplo de simbolismo o presagio, dando la escena una sensación de problemas por venir.